# Championnats du monde d'athlétisme 2025
Navigation
Les 20es Championnats du monde d'athlétisme se dérouleront du 13 au 21 septembre 2025 au Stade national de Tokyo, au Japon.

## Organisation

### Sélection de la ville hôte
Le Japon présente la candidature de Tokyo le 3 octobre 2021. Le 14 juillet 2022,  lors d'un Conseil de World Athletics à Eugene la veille du début des championnats du monde 2022, Tokyo est désignée ville hôte. La capitale japonaise accueille pour la deuxième fois cet événement sportif après celui de 1991, le Japon accueillant pour la troisième fois cette compétition en rajoutant les mondiaux d'Osaka en 2007.
Deux autres pays étaient candidats à cette organisation : le Kenya, qui confirme sa candidature le 5 octobre 2021 et pour lequel le Président de World Athletics Sebastian Coe avait encouragé, en 2019, le pays à se porter candidat au motif que l'Afrique n'a jamais accueilli cette compétition, et Singapour qui présente quant à lui sa candidature le 17 mars 2022.

### Épreuves et calendrier
Programme des épreuves
- P : tour préliminaire
- S : séries
- Q : qualifications
- ½ : demi-finales
- F : finales
- M : session matinale (Heure locale)
- S : session en soirée (débute en milieu d'après-midi. Heure locale)

| Date →           | Sa 13 | Sa 13 | Di 14 | Di 14 | Di 14 | Lu 15 | Lu 15 | Ma 16 | Ma 16 | Ma 16 | Me 17 | Me 17 | Je 18 | Je 18 | Ve 19 | Ve 19 | Sa 20 | Sa 20 | Di 21 | Di 21 |
| ---------------- | ----- | ----- | ----- | ----- | ----- | ----- | ----- | ----- | ----- | ----- | ----- | ----- | ----- | ----- | ----- | ----- | ----- | ----- | ----- | ----- |
| Épreuve ↓        | M     | S     | M     | S     | S     | M     | S     | M     | S     | S     | M     | S     | M     | S     | M     | S     | M     | S     | M     | S     |
| 100 m            | P     | S     |       | ½     | F     |       |       |       |       |       |       |       |       |       |       |       |       |       |       |       |
| 200 m            |       |       |       |       |       |       |       |       |       |       |       | S     |       | ½     |       | F     |       |       |       |       |
| 400 m            |       |       |       | S     | S     |       |       |       | ½     | ½     |       |       |       | F     |       |       |       |       |       |       |
| 800 m            |       |       |       |       |       |       |       |       | S     | S     |       |       |       | ½     |       |       |       | F     |       |       |
| 1 500 m          | S     |       |       |       |       |       | ½     |       |       |       |       | F     |       |       |       |       |       |       |       |       |
| 5 000 m          |       |       |       |       |       |       |       |       |       |       |       |       |       |       |       | S     |       |       |       | F     |
| 10 000 m         |       |       |       |       |       |       |       |       |       |       |       |       |       |       |       |       |       |       |       | F     |
| Marathon         |       |       |       |       |       | F     |       |       |       |       |       |       |       |       |       |       |       |       |       |       |
| 110 m haies      |       |       |       |       |       |       | S     |       | ½     | F     |       |       |       |       |       |       |       |       |       |       |
| 400 m haies      |       |       |       |       |       |       | S     |       |       |       |       | ½     |       |       |       | F     |       |       |       |       |
| 3 000 m steeple  |       | S     |       |       |       |       | F     |       |       |       |       |       |       |       |       |       |       |       |       |       |
| 4 × 100 m        |       |       |       |       |       |       |       |       |       |       |       |       |       |       |       |       |       | S     |       | F     |
| 4 × 400 m        |       |       |       |       |       |       |       |       |       |       |       |       |       |       |       |       |       | S     |       | F     |
| 20 km marche     |       |       |       |       |       |       |       |       |       |       |       |       |       |       |       |       | F     |       |       |       |
| 35 km marche     | F     |       |       |       |       |       |       |       |       |       |       |       |       |       |       |       |       |       |       |       |
| Saut en longueur |       |       |       |       |       |       | Q     |       |       |       |       | F     |       |       |       |       |       |       |       |       |
| Triple saut      |       |       |       |       |       |       |       |       |       |       |       | Q     |       |       |       | F     |       |       |       |       |
| Saut en hauteur  |       |       |       | Q     | Q     |       |       |       | F     | F     |       |       |       |       |       |       |       |       |       |       |
| Saut à la perche |       | Q     |       |       |       |       | F     |       |       |       |       |       |       |       |       |       |       |       |       |       |
| Poids            |       |       |       |       |       |       |       |       |       |       |       |       |       |       |       |       | Q     | F     |       |       |
| Disque           |       |       |       |       |       |       |       |       |       |       |       |       |       |       |       |       | Q     |       |       | F     |
| Marteau          |       |       |       |       |       | Q     |       |       | F     | F     |       |       |       |       |       |       |       |       |       |       |
| Javelot          |       |       |       |       |       |       |       |       |       |       |       | Q     |       | F     |       |       |       |       |       |       |
| Décathlon        |       |       |       |       |       |       |       |       |       |       |       |       |       |       |       |       | F     | F     | F     | F     |

| Date →           | Sa 13 | Sa 13 | Di 14 | Di 14 | Di 14 | Lu 15 | Lu 15 | Lu 15 | Ma 16 | Ma 16 | Me 17 | Me 17 | Je 18 | Je 18 | Ve 19 | Ve 19 | Sa 20 | Sa 20 | Di 21 | Di 21 |
| ---------------- | ----- | ----- | ----- | ----- | ----- | ----- | ----- | ----- | ----- | ----- | ----- | ----- | ----- | ----- | ----- | ----- | ----- | ----- | ----- | ----- |
| Épreuve ↓        | M     | S     | M     | S     | S     | M     | S     | S     | M     | S     | M     | S     | M     | S     | M     | S     | M     | S     | M     | S     |
| 100 m            |       | S     |       | ½     | F     |       |       |       |       |       |       |       |       |       |       |       |       |       |       |       |
| 200 m            |       |       |       |       |       |       |       |       |       |       |       | S     |       | ½     |       | F     |       |       |       |       |
| 400 m            |       |       |       | S     | S     |       |       |       |       | ½     |       |       |       | F     |       |       |       |       |       |       |
| 800 m            |       |       |       |       |       |       |       |       |       |       |       |       |       | S     |       | ½     |       |       |       | F     |
| 1 500 m          |       | S     |       | ½     | ½     |       |       |       |       | F     |       |       |       |       |       |       |       |       |       |       |
| 5 000 m          |       |       |       |       |       |       |       |       |       |       |       |       |       | S     |       |       |       | F     |       |       |
| 10 000 m         |       | F     |       |       |       |       |       |       |       |       |       |       |       |       |       |       |       |       |       |       |
| Marathon         |       |       | F     |       |       |       |       |       |       |       |       |       |       |       |       |       |       |       |       |       |
| 100 m haies      |       |       | S     |       |       |       | ½     | F     |       |       |       |       |       |       |       |       |       |       |       |       |
| 400 m haies      |       |       |       |       |       | S     |       |       |       |       |       | ½     |       |       |       | F     |       |       |       |       |
| 3 000 m steeple  |       |       |       |       |       | S     |       |       |       |       |       | F     |       |       |       |       |       |       |       |       |
| 4 × 100 m        |       |       |       |       |       |       |       |       |       |       |       |       |       |       |       |       |       | S     |       | F     |
| 4 × 400 m        |       |       |       |       |       |       |       |       |       |       |       |       |       |       |       |       |       | S     |       | F     |
| 20 km marche     |       |       |       |       |       |       |       |       |       |       |       |       |       |       |       |       | F     |       |       |       |
| 35 km marche     | F     |       |       |       |       |       |       |       |       |       |       |       |       |       |       |       |       |       |       |       |
| Saut en longueur |       | Q     |       | F     | F     |       |       |       |       |       |       |       |       |       |       |       |       |       |       |       |
| Triple saut      |       |       |       |       |       |       |       |       |       | Q     |       |       |       | F     |       |       |       |       |       |       |
| Saut en hauteur  |       |       |       |       |       |       |       |       |       |       |       |       |       | Q     |       |       |       |       |       | F     |
| Saut à la perche |       |       |       |       |       | Q     |       |       |       |       |       | F     |       |       |       |       |       |       |       |       |
| Poids            |       |       |       |       |       |       |       |       |       |       |       |       |       |       |       |       | Q     | F     |       |       |
| Disque           | Q     |       |       | F     | F     |       |       |       |       |       |       |       |       |       |       |       |       |       |       |       |
| Marteau          |       |       | Q     |       |       |       | F     | F     |       |       |       |       |       |       |       |       |       |       |       |       |
| Javelot          |       |       |       |       |       |       |       |       |       |       |       |       |       |       |       | Q     |       | F     |       |       |
| Heptathlon       |       |       |       |       |       |       |       |       |       |       |       |       |       |       | F     | F     | F     | F     |       |       |

| Date →          | Sa 13 | Sa 13 |
| --------------- | ----- | ----- |
| Épreuve ↓       | M     | S     |
| 4 × 400 m mixte | S     | F     |

## Participation

### Critères de qualification
La période de qualification s'étend du 5 novembre 2023 jusqu'au 4 mai 2025 pour le marathon, du 25 février 2024 jusqu'au 24 août 2025 pour le 10 000 mètres, le 20 km marche; le 35 km marche et les épreuves combinées. Pour les autres épreuves, la période de qualification est comprise entre le 1er août 2024 et le 24 août 2025.
| Épreuve                | Hommes                                                      | Hommes                                                      | Femmes                                                      | Femmes |
| Épreuve                | Minima                                                      | Quota                                                       | Minima                                                      | Quota  |
| ---------------------- | ----------------------------------------------------------- | ----------------------------------------------------------- | ----------------------------------------------------------- | ------ |
| 100 m                  | 10 s 00                                                     | 48                                                          | 11 s 07                                                     | 48     |
| 200 m                  | 20 s 16                                                     | 48                                                          | 22 s 57                                                     | 48     |
| 400 m                  | 44 s 85                                                     | 48                                                          | 50 s 75                                                     | 48     |
| 800 m                  | 1 min 44 s 50                                               | 56                                                          | 1 min 59 s 00                                               | 56     |
| 1 500 m / Mile         | 3 min 33 s 00 / 3 min 50 s 00                               | 56                                                          | 4 min 1 s 50 / 4 min 19 s 90                                | 56     |
| 5 000 m                | 13 min 1 s 00                                               | 42                                                          | 14 min 50 s 00                                              | 42     |
| 10 000 m               | 27 min 0 s 00                                               | 27                                                          | 30 min 20 s 00                                              | 27     |
| Marathon               | 2 h 6 min 30 s                                              | 100                                                         | 2 h 23 min 30 s                                             | 100    |
| 3 000 m steeple        | 8 min 15 s 00                                               | 36                                                          | 9 min 18 s 00                                               | 36     |
| 110/100 m haies        | 13 s 27                                                     | 40                                                          | 12 s 73                                                     | 40     |
| 400 m haies            | 48 s 50                                                     | 40                                                          | 54 s 65                                                     | 40     |
| Saut en hauteur        | 2,33 m                                                      | 36                                                          | 1,97 m                                                      | 36     |
| Saut à la perche       | 5,82 m                                                      | 36                                                          | 4,73 m                                                      | 36     |
| Saut en longueur       | 8,27 m                                                      | 36                                                          | 6,86 m                                                      | 36     |
| Triple saut            | 17,22 m                                                     | 36                                                          | 14,55 m                                                     | 36     |
| Lancer du poids        | 21,50 m                                                     | 36                                                          | 18,80 m                                                     | 36     |
| Lancer du disque       | 67,50 m                                                     | 36                                                          | 64,50 m                                                     | 36     |
| Lancer du marteau      | 78,20 m                                                     | 36                                                          | 74,00 m                                                     | 36     |
| Lancer du javelot      | 85,50 m                                                     | 36                                                          | 64,00 m                                                     | 36     |
| Décathlon/Heptathlon   | 8 550 pts                                                   | 24                                                          | 6 500 pts                                                   | 24     |
| 20 km marche           | 1 h 19 min 20 s                                             | 50                                                          | 1 h 29 min 0 s                                              | 50     |
| 35 km marche           | 2 h 28 min 0 s                                              | 50                                                          | 2 h 48 min 0 s                                              | 50     |
| Relais 4 × 100 m       | 14 premiers des relais mondiaux 2025 + 2 classement mondial | 16                                                          | 14 premiers des relais mondiaux 2025 + 2 classement mondial | 16     |
| Relais 4 × 400 m       | 14 premiers des relais mondiaux 2025 + 2 classement mondial | 16                                                          | 14 premiers des relais mondiaux 2025 + 2 classement mondial | 16     |
| Relais 4 × 400 m mixte | 14 premiers des relais mondiaux 2025 + 2 classement mondial | 14 premiers des relais mondiaux 2025 + 2 classement mondial | 14 premiers des relais mondiaux 2025 + 2 classement mondial | 16     |

Une Wild Card est par ailleurs attribuée aux athlètes n'ayant pas réalisé les minimas de qualifications mais se trouvant dans l'une des situations suivantes : champions du monde 2023, vainqueurs de la Ligue de diamant 2024, tenant du titre d'un championnat continental, et leader au lancer du marteau (à la date de fin de la fin de période de qualification) du World Athletics Continental Tour, du Challenge mondial de marche et de la Coupe du monde des épreuves combinées.
À l'issue de la période de qualification, et si le quota d'athlètes par épreuve n'est pas atteint, le classement mondial d'athlétisme 2025 publié le 27 août 2025 par World Athletics permet d'inviter des athlètes supplémentaires en fonction de leur classement même s'ils n'ont pas réalisé les minimas de qualification.

## Résultats

### Hommes
| Épreuves                             | Or       | Argent   | Bronze   |
| ------------------------------------ | -------- | -------- | -------- |
| 100 m (vent : m/s) Détails           | [[]]     | [[]]     | [[]]     |
| 200 m (vent : m/s) Détails           | [[]]     | [[]]     | [[]]     |
| 400 m Détails                        | [[]]     | [[]]     | [[]]     |
| 800 m Détails                        | [[]]     | [[]]     | [[]]     |
| 1 500 m Détails                      | [[]]     | [[]]     | [[]]     |
| 5 000 m Détails                      | [[]]     | [[]]     | [[]]     |
| 10 000 m Détails                     | [[]]     | [[]]     | [[]]     |
| Marathon Détails                     | [[]]     | [[]]     | [[]]     |
| 20 km marche Détails                 | [[]]     | [[]]     | [[]]     |
| 35 km marche Détails                 | [[]]     | [[]]     | [[]]     |
| 110 m haies (vent : 0,0 m/s) Détails | [[]]     | [[]]     | [[]]     |
| 400 m haies Détails                  | [[]]     | [[]]     | [[]]     |
| 3 000 m steeple Détails              | [[]]     | [[]]     | [[]]     |
| 4 × 100 m Détails                    |          |          |          |
| 4 × 400 m Détails                    |          |          |          |
| Saut en hauteur Détails              | [[]] m   | [[]] m   | [[]] m   |
| Saut à la perche Détails             | [[]] m   | [[]] m   | [[]] m   |
| Saut en longueur Détails             | [[]] m   | [[]] m   | [[]] m   |
| Triple saut Détails                  | [[]] m   | [[]] m   | [[]] m   |
| Lancer du poids Détails              | [[]] m   | [[]] m   | [[]] m   |
| Lancer du disque Détails             | [[]] m   | [[]] m   | [[]] m   |
| Lancer du marteau Détails            | [[]] m   | [[]] m   | [[]] m   |
| Lancer du javelot Détails            | [[]] m   | [[]] m   | [[]] m   |
| Décathlon Détails                    | [[]] pts | [[]] pts | [[]] pts |

### Femmes
| Épreuves                             | Or       | Argent   | Bronze   |
| ------------------------------------ | -------- | -------- | -------- |
| 100 m (vent : m/s) Détails           | [[]]     | [[]]     | [[]]     |
| 200 m (vent : m/s) Détails           | [[]]     | [[]]     | [[]]     |
| 400 m Détails                        | [[]]     | [[]]     | [[]]     |
| 800 m Détails                        | [[]]     | [[]]     | [[]]     |
| 1 500 m Détails                      | [[]]     | [[]]     | [[]]     |
| 5 000 m Détails                      | [[]]     | [[]]     | [[]]     |
| 10 000 m Détails                     | [[]]     | [[]]     | [[]]     |
| Marathon Détails                     | [[]]     | [[]]     | [[]]     |
| 20 km marche Détails                 | [[]]     | [[]]     | [[]]     |
| 35 km marche Détails                 | [[]]     | [[]]     | [[]]     |
| 110 m haies (vent : 0,0 m/s) Détails | [[]]     | [[]]     | [[]]     |
| 400 m haies Détails                  | [[]]     | [[]]     | [[]]     |
| 3 000 m steeple Détails              | [[]]     | [[]]     | [[]]     |
| 4 × 100 m Détails                    |          |          |          |
| 4 × 400 m Détails                    |          |          |          |
| Saut en hauteur Détails              | [[]] m   | [[]] m   | [[]] m   |
| Saut à la perche Détails             | [[]] m   | [[]] m   | [[]] m   |
| Saut en longueur Détails             | [[]] m   | [[]] m   | [[]] m   |
| Triple saut Détails                  | [[]] m   | [[]] m   | [[]] m   |
| Lancer du poids Détails              | [[]] m   | [[]] m   | [[]] m   |
| Lancer du disque Détails             | [[]] m   | [[]] m   | [[]] m   |
| Lancer du marteau Détails            | [[]] m   | [[]] m   | [[]] m   |
| Lancer du javelot Détails            | [[]] m   | [[]] m   | [[]] m   |
| Heptathlon Détails                   | [[]] pts | [[]] pts | [[]] pts |

### Mixte
| Épreuves          | Or | Argent | Bronze |
| ----------------- | -- | ------ | ------ |
| 4 × 400 m Détails |    |        |        |

## Primes
Les athlètes touchent des primes de résultat..

Médaille d'or : 70 000 $ US

Médaille d'argent : 35 000 $ US

Médaille de bronze : 22 000 $ US

Battre un record du monde rapporte 100 000 $ US.